# Jean-Pierre Bacot
 (novembre 2016).
Si vous disposez d'ouvrages ou d'articles de référence ou si vous connaissez des sites web de qualité traitant du thème abordé ici, merci de compléter l'article en donnant les références utiles à sa vérifiabilité et en les liant à la section « Notes et références ».
Jean-Pierre Bacot, né le 24 avril 1953 à Villefranche-sur-Saône (Rhône), est un journaliste, communicant et historien français
spécialiste des médias et de la franc-maçonnerie. 
Docteur en sciences de l'information et de la communication, il a été secrétaire de rédaction de la revue Réseaux et dirige Critica masonica.

## Biographie
Jean-Bacot débute comme journaliste écrit et radiophonique (1976-1984) à Lyon (Lyon Matin et Radio France Lyon). Il est ensuite conseiller en communication du ministre des Postes et Télécommunications Louis Mexandeau entre 1984 et 1986. Il est de 1986 à 2015 responsable des publications du laboratoire SENSE à Orange Labs (anciennement Centre national d’étude des télécommunications) et secrétaire de rédaction de la revue Réseaux, publiée par La Découverte. 
Il soutient en avril 2003 un doctorat en sciences de l'information à l'université Paris III intitulé Quatre Générations de presse illustrée généraliste au XIXe siècle, sous le directeur de Michaël Palmer. Cette thèse est publiée par les presses de l'université de Limoges en 2005. En novembre 2006, il obtient une habilitation à diriger des recherches après un travail sur  Les Sociétés fraternelles anglo-saxonnes coordonné par Daniel Raichvarg.
Il dirige la revue Critica masonica depuis sa création en janvier 2013, et est l’un des principaux animateurs du blog associé.

## Publications

### Ouvrages
- Les Filles du pasteur Anderson : Deux Siècles de franc-maçonnerie mixte et féminine en France, Paris : EDIMAF, 1988  (ISBN 2903846081).
- L'Histoire étrange d'une loge : Les Amis de la vérité dans la maçonnerie lyonnaise, Paris : Detrad, 1988  (ISBN 2905319127).
- La Presse illustrée au XIXe siècle : Une histoire oubliée, Limoges : Pulim, 2005  (ISBN 2842873637).
- Les Sociétés fraternelles : Un essai d'histoire globale, Paris : Dervy, 2007  (ISBN 9782844544971).
- Une langue, deux cultures : La Construction du malentendu entre la France et le Canada français (1760-1970), Paris : L'Harmattan, 2008  (ISBN 9782296066953).
- Les Femmes et la Franc-maçonnerie en Europe : Histoire et Géographie d’une inégalité, Paris : Véga, 2009  (ISBN 9782858295463).
- Guyane : Histoire & Mémoire : La Guyane au temps de l'esclavage, discours, pratiques et représentations, actes du colloque, 16 au 18 novembre 2010, Cayenne, Guyane française (dir. avec Jacqueline Zonzon), Matoury : Ibis rouge, 2011  (ISBN 9782844503916).
- À l'ombre de la République : La Lente Inscription des femmes dans la franc-maçonnerie : causes et conséquences, Marseille : Ubik éditions, coll. « Territoires singuliers », 2013  (ISBN 9782919656103).
- Une Europe sans religion dans un monde religieux, Paris : Éditions du Cerf, 2013,  (ISBN 9782204098731).

### Direction de revue
- Réseaux no 44-45 : Sociologie de la télévision : Europe (dir.), 1990.
- Réseaux no 57 : Sport et Médias (dir. avec Gérard Derèze), 1993.